# Tachina exclusa
Tachina exclusa là một loài ruồi trong họ Tachinidae.